# Rue de l'Odéon
Rue de l'Odéon är en gata i Paris sjätte arrondissement. Den anlades i slutet på 1700-talet och är uppkallad efter Théâtre de l'Odéon som den leder till. Gatan blev, framför allt under mellankrigstiden, känd för sina bokhandlare och förläggare, och som samlingspunkt för en rad engelskspråkiga författare, bland dem Ernest Hemingway och James Joyce, något som fick den senare att ge gatan tillnamnet Stratford-on-Odéon.

## Historik
Gatan blev anlagd 1780 i samband med byggandet av Théâtre-Français du Faubourg Saint-Germain, en teaterbyggnad som efter den franska revolutionen blev känd som l'Odéon. Rue du Théâtre-Français, som var gatans första namn, var en av de första gatorna i Paris som hade trottoarer. På 1820-talet fick gatan sitt nuvarande namn i samband med teaterns restaurering och nyinvigning.

## Kända hyresgäster
- I hus nummer 7 drev Adrienne Monnier, från 1915 och fram till i början av 1950-talet, sin bokhandel La Maison des amis des livres.
- Den amerikanske skriftställaren Thomas Paine bodde i nummer 10 från 1797 till 1802.
- 1922 flyttade Sylvia Beach sin boklåda Shakespeare and Company till nummer 12. Här publicerades Odysseus av James Joyce samma år. Under några år i mitten av 1920-talet bodde tonsättaren George Antheil i våningen ovanför bokhandeln. 1941 stängdes bokhandeln av den tyska ockupationsmakten.[2]
- Den rumänske filosofen Emil Cioran bodde i hus nummer 21 i drygt femtio år fram till sin död 1995.
- De franska revolutionärerna Camille Desmoulins, Lucile Desmoulins och Fabre d'Églantine bodde i hus nummer 22 tills de blev arresterade och därefter giljotinerade i april 1794. På 1800-talet hyrde geologen och paleontologen Joachim Barrande en lägenhet i samma hus.
- 1806 bodde konstnären Constance Marie Charpentier i nummer 35.

## Kommunikationer
- Tunnelbana – linjerna   – Odéon
- Busshållplats Odéon – Paris bussnät, linjerna 84 87 89